# Pristimantis jubatus
Pristimantis jubatus là một loài động vật lưỡng cư trong họ Strabomantidae, thuộc bộ Anura. Loài này được García & Lynch mô tả khoa học đầu tiên năm 2006.